# FSV Oggersheim
Maillots
Le FSV Oggersheim est un club allemand de football basé à Ludwigshafen.

## Historique
- 1913 : fondation du club sous le nom de VfR Oggersheim
- 1937 : fusion avec le SC Eintracht Oggersheim sous le nom de SpVgg Oggersheim
- 1945 : renommé ASV Oggersheim
- 1938 : renommé FSV Oggersheim

## Joueurs du club
- Georgi Donkov